# Källers Smedja
S.A. Källers Smidesfabrik populärt och i folkmun kallad Källers Smedja var en smidesfabrik i Arbrå.

## Sven August Käller

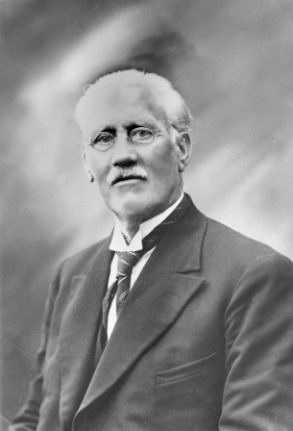
Källers Smedja, Porträtt av August Käller 1940.

I slutet av 1800-talet kom en ung smed vandrande från Hå mot Arbrå. På vägen mötte han predikant Holmstrand från Vallsta. Av honom fick han höra, att det fanns en smedja att hyra i Koldemo i södra Arbrå och att där fanns tillgång till arbete. Den unge smedens namn var Sven August Käller, född 1862. Smedjan tillhörde Per-Jons och han fick hyra den. Därmed började Källers Smidesfabrik.
Sven August Käller var gift med Anna Kristina Strömberg och de fick sex barn. Enligt tidens sed började sönerna delta i arbetet innan de slutat folkskolan. Alla blev mycket skickliga yrkesmän med stort förtroende. Karl delade jobbet i smedjan med att sköta kontorsarbetet. Dottern Berta bidrog med hushållsarbete som bestod i att laga mat till männen i smedjan. När Sven August Käller dog 1945 fortsatte sönerna verksamheten och när den äldste sonen dog ryckte traditionsmässigt en broder in och fyllde platsen.

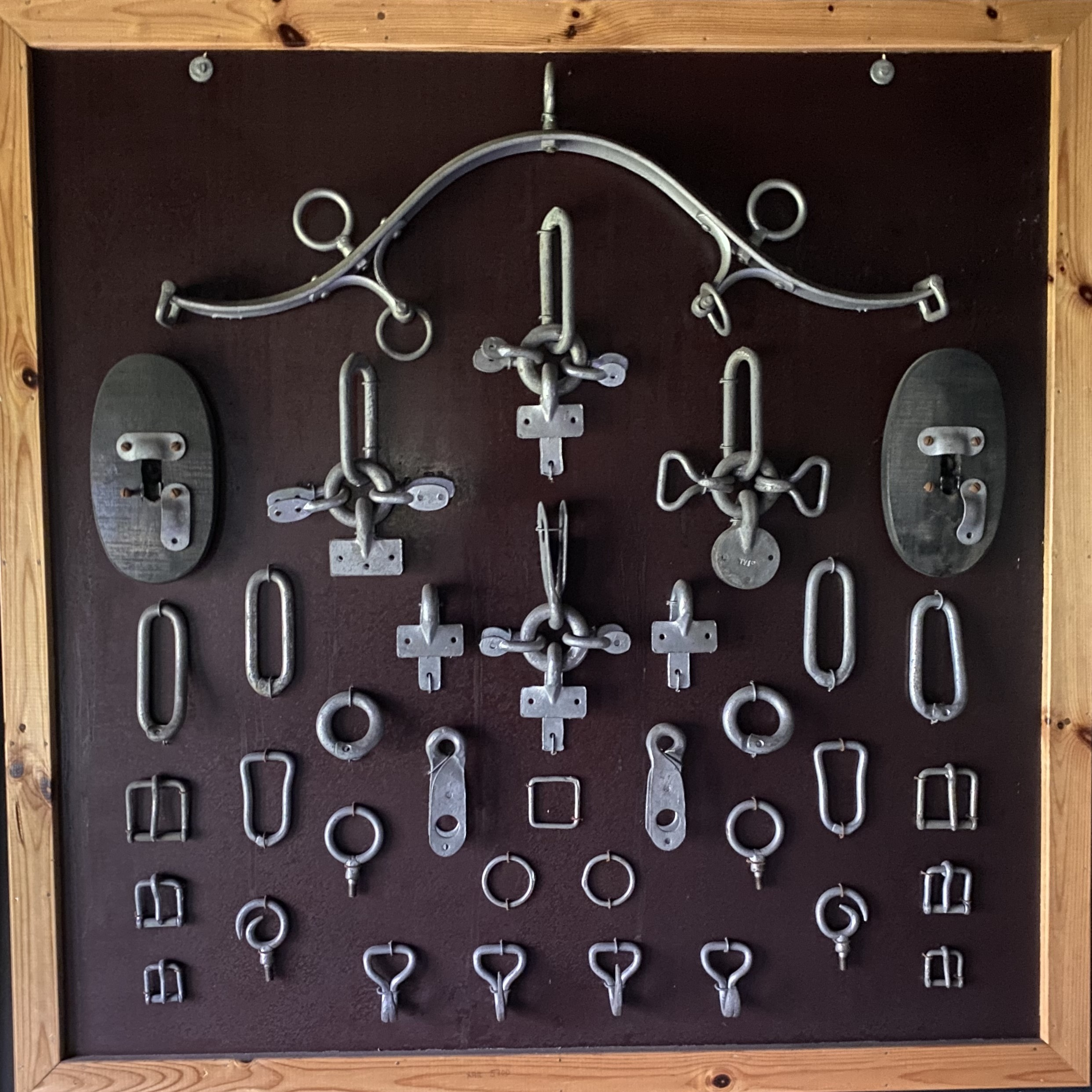
Källers Smedja, Tavla med diverse produkter från 1965.

## Tillverkning
Till en början blev det vad som kallades bondsmide men övergick snart till selsmiden i serietillverkning. Sven August köpte snart Koldemo bysmedja, som tidigare hade brukats en tid av Jonas Nylinder. Smedjan flyttades efter en tid till en tomt söder om Forum efter nuvarande Storgatan. Tillverkningen ökades och snart var Källers selkrokar kända utanför landskapets gränser. Smedjan utökades och modern utrustning och maskiner anskaffades efter hand. Selsmidet, som en gång svarade för 80% av tillverkningen, minskade i takt med att hästbeståndet avtog. Sysselsättningen hölls uppe av andra arbeten som byggnadssmiden och reparationer av arbets- och jordbruksmaskiner. Via Tempelman i Stockholm tillverkades utrustning för tennisbanor. Domarstolar levererades till tennisbanor runt om i landet. Bl.a. finns två stycken på tennisbanorna i Arbrå. Man gjorde också legojobb till andra företag på orten, t.ex. beslag till skolmöbler för Höga Snickeri. Att vässa och härda redskap som spett, korpar och mejslar var en stor produkt till SJ som användes vid banarbeten. 

## Flytt av smedjan

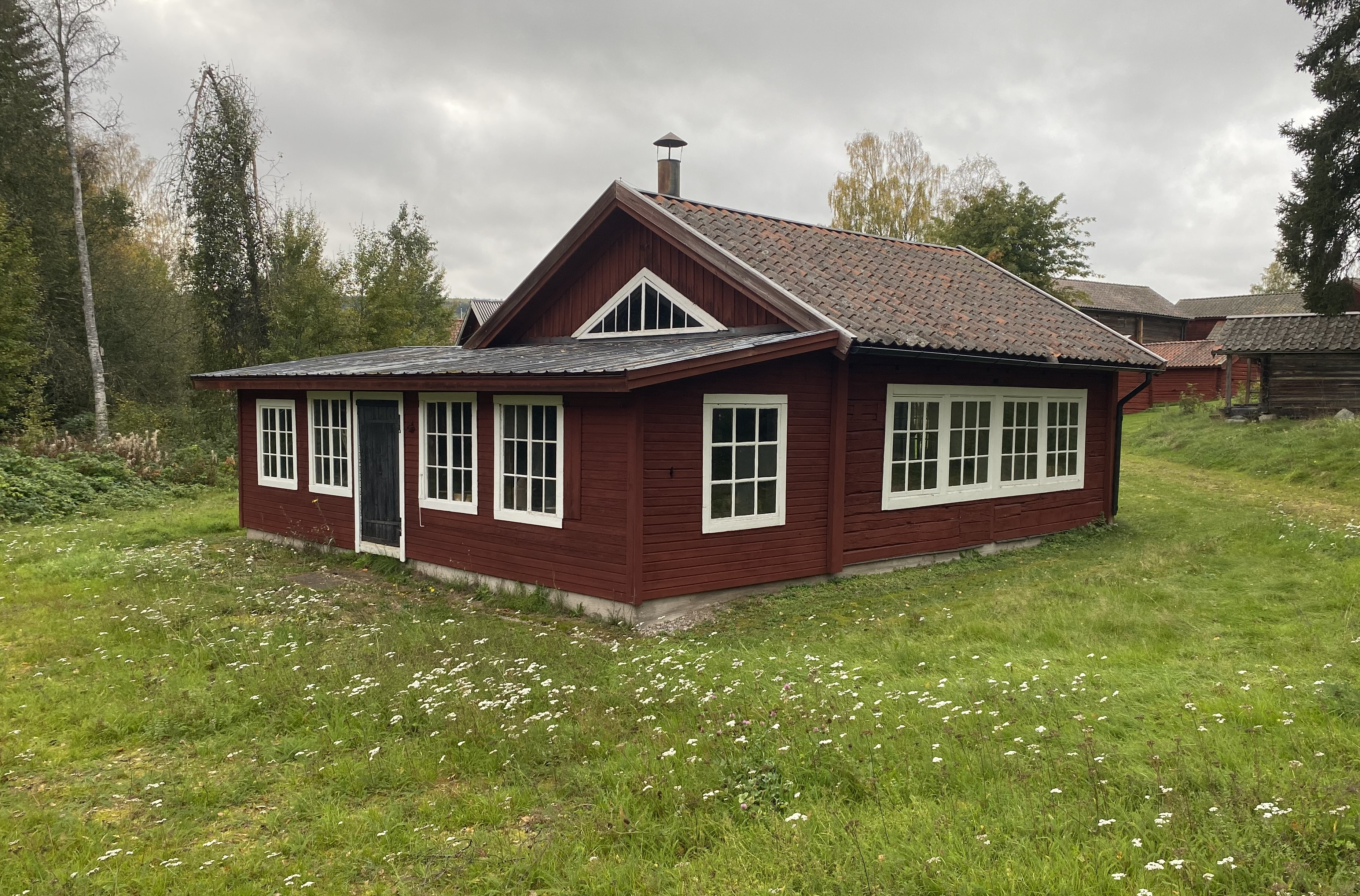
Källers Smedja, Smedjan efter flytten till Arbrå Fornhem 1985-86. Bilden tagen 2023.

Den gamla smedjan var trång, kall och otidsenlig och år 1966 flyttade man till mera ändamålsenliga lokaler i f.d. Arvidssons gjuteri. Då var endast Birger och Magnus verksamma. Med ålderns rätt, beslutade bröderna att sälja alla gamla inventarier till Hälsingetrailer 1976. Därmed slutade familjeföretaget sina dagar. År 1985 – 86 revs smedjan och flyttades till Arbrå Fornhem där den fått nytt liv genom demonstrationer och kursverksamhet i Hembygdsföreningens regi.